# Grdica
Grdica (en serbe cyrillique : Грдица) est un village de Serbie situé sur le territoire de la ville de Kraljevo, district de Raška. Au recensement de 2011, il comptait 805 habitants.

## Démographie

### Évolution historique de la population
| 1948 | 1953 | 1961 | 1971  | 1981 | 1991 | 2002 | 2011 |
| ---- | ---- | ---- | ----- | ---- | ---- | ---- | ---- |
| 359  | 360  | 637  | 1 137 | 726  | 683  | 730  | 805  |

|  |